# Jarauaras
Os jarauaras (também pode ser escrito como Jarawara ou Yarawara) são um grupo  indígena que habita o sul do estado brasileiro do Amazonas, mais especificamente a área indígena jarauara/jamamadi/canamanti, que fica entre o rio Purus e Juruá.

## Localização
Os Jarauaras vivem na terra indígena Jarawara/Jamamadi/Kanamanti, homologada em 1998 e situada no médio Purus, entre os municípios de Lábrea e Tapauá. O território em que habitam há pelo menos oitenta anos corresponde a um terço do total da terra indígena, também habitada pelos Jamamadi/Kanamanti, e abrange regiões de terra firme e de transição com a várzea.
O nome da etnia Jarawara não aparece, ao contrário dos outros grupos da região, em nenhum documento histórico sobre o rio Purus. Assim, não podemos saber, por meio deste tipo de fonte, a origem desta população. Por outro lado, os próprios índios afirmam terem vindo do “Alto Purus, do Acre”, ou seja, eles desceram o rio até chegarem onde estão atualmente. Baseados em relatos biográficos, foi suposto que eles moram na área, hoje homologada, há pelo menos oitenta anos, mas é difícil determinar com exatidão as datas, pois a memória histórica parece acompanhar a memória genealógica que, como em diversos povos indígenas, não ultrapassa duas gerações superiores a atual. Eles relatam que “os seus avós disseram que os avós deles disseram que” vieram do Alto rio Purus e se instalaram na região.

## Língua
Falam a língua jarawara, da família lingüistica Arawa, bastante parecida com as línguas (também da mesma família) dos Jamamadi e dos Banawa-yafi com quem se comunicam facilmente se necessário. No entanto, a entonação e a maneira de falar é nitidamente diferente, sendo o jarawara mais veloz e menos nasal que as outras duas línguas. Apenas dois ou três homens falam fluentemente o português.
A língua foi estudada em profundidade pelo linguista-missionário Alan Vogel e por Robert Dixon, que publicaram diversos artigos, teses e livros sobre o assunto. A ortografia jarawara consiste em onze consoantes (b, t, k, f, s, h, m, n, r, w, y) e apenas quatro vogais (a, e, i o) e foi elaborada em 1988 por membros do Sociedade Internacional de Linguística (SIL), levando em conta sobretudo a ortografia jamamadi, que tem praticamente o mesmo inventário fonêmico.